# Архиепископ
Архиепи́скоп (др.-греч. ἀρχιεπίσκοπος, от ἀρχή — «власть» и ἐπίσκοπος — «надзиратель») — старший (начальствующий) епископ. В исторических церквях — почётный титул епископа (архиерея). В ряде поместных православных церквей греческой традиции (кроме Иерусалимской), «архиепископ» — титул (или один из титулов) предстоятеля данной церкви. В Русской церкви данное звание понималось различно в разные эпохи.

## В Восточной церкви
Традиционно титул архиепископа присваивается епископу, являющемуся старшим в данной поместной церкви. Следовательно, как правило, архиепископ — правящий архиерей стольного города. Титул появился в конце IV века. Титул архиепископа имеют предстоятели автокефальных церквей: Кипра, Эллады, Албании.
В Русской православной церкви до 2017 года архиепископ был почётный титул епархиального архиерея, жалуемый указом Патриарха Московского и всея Руси за заслуги, не является отдельной иерархической степенью. Согласно действующему «Положению о наградах Русской Православной Церкви» от 2017 года (§ 2.2.1): «Митрополит — это архиепископ главного города митрополии и митрополит области. Архиепископ — епархиальный архиерей города и области, не входящих в митрополию.» При этом, митрополия тракуется согласно принятому в 2011 году «Положению о Митрополиях Русской Православной Церкви»
В Новгородской земле новгородский архиепископ (первый по времени в Русской православной церкви) до присоединения Новгородской земли к Московскому княжеству в 1478 году избирался по жребию, иногда с участием веча, входил в состав Совета господ.

## В Западной церкви
В современной Римско-католической церкви архиепископы подразделяются на:
- митрополитов, возглавляющих церковные провинции: митрополит занимает архиепископскую кафедру, а остальные кафедры провинции являются по отношению к ней суффраганными;
- архиепископов, возглавляющих архиепархии, не являющиеся центрами провинций;
- персональных архиепископов, которым этот титул присваивается Папой персонально;
- титулярных архиепископов, занимающих кафедры ныне не существующих древних городов и состоящих на службе в римской курии или являющихся нунциями.